# Схватка за Фоллз
Схватка за Фоллз (англ. Battle of the Falls), известная в историографии Великобритании как Комендантский час в Фоллз (англ. Falls Curfew) и в историографии Ирландии как Погромы в Лоуэр-Фоллз (англ. Rape of the Lower Falls) — операция британских войск, продолжавшаяся с 3 по 5 июля 1970 года в округе Фоллз Белфаста (Северная Ирландия).
Операция началась как обыск британскими частями домов в том квартале на наличие незарегистрированного огнестрельного оружия, в конце которого молодёжь набросилась на британские части, закидывая их камнями и зажигательными бомбами. Солдаты применили в ответ слезоточивый газ, что переросло в настоящую битву между британскими регулярными частями и повстанцами из Ирландской республиканской армии (её «Официального крыла»). Спустя 4 часа после начала боёв британское командование объявило комендантский час: это положение действовало в течение 36 часов. Во время комендантского часа британские войска продолжали обыск домов на наличие оружия и вступали в схватку с ирландскими повстанцами. Поиски привели к разгрому значительной части города и распылению огромного объёма слезоточивого газа. 5 июля положение о комендантском часе было отменено после того, как 3 тысячи человек прошли маршем из квартала Андерсонстаун, стремясь доставить вещи первой необходимости оказавшимся в блокаде гражданам.
Во время операции британцами были застрелены четыре гражданских, 75 человек были ранены (в том числе 15 солдат). 337 человек были арестованы, а у них изъято огромное количество оружия и боеприпасов. События в Фоллз очень серьёзно повлияли на дальнейшее развитие событий в стране: ирландские националисты и иные католики отныне считали британскую армию своим врагом, а популярность Ирландской республиканской армии значительно выросла среди ирландцев.

## Предыстория
За неделю до случившихся событий 27 июня 1970 в Белфасте произошли беспорядки по случаю проведения парада Оранжевого ордена на севере города. В тот вечер республиканцы утверждали, что ольстерские лоялисты стали дерзко выбираться на восток Белфаста и организовывать провокации против католиков и националистов на Шорт-Стрэнде. Лоялисты, в свою очередь, обвинили республиканцев в тех же провокациях, которые якобы имели место на Ньютаунардс-Роуд и были направлены против участников парада, возвращавшихся домой. Всё это вылилось в битву за Шорт-Стрэнд: националисты из Ирландской республиканской армии («Временного» крыла) заняли позиции около католической церкви Святого Матфея и открыли огонь по лоялистам. В городе всего были убиты семь человек в тот день, из которых пятеро были протестантами, а ещё один, католик, был по ошибке подстрелен боевиками ИРА. В то же время Официальная ИРА срочно начала вооружать националистов из Лоуэр-Фоллз — своеобразной штаб-квартиры «Официального» крыла.

## Операция

### Начало обысков
Британское правительство в ответ на вспыхнувшее насилие отправило войска с целью подавить мятежников: полки Чёрной стражи и Королевских телохранителей получили задание конфисковать всё незарегистрированное огнестрельное оружие. 3 июля, в пятницу в 15:00 начались обыски, которыми руководил генерал-лейтенант сэр Ян Фрилэнд. Согласно докладу информатора, на Бэлкан-Стрит находился большой склад оружия ирландских националистов, куда были направлены пять или шесть БТР, заблокировавших улицу. В ходе обыска было конфисковано 19 единиц оружия.

### Стрельба и беспорядки
После того, как БТР выехали с Бэлкан-Стрит, небольшая группа молодёжи с Рэглан-Стрит стала швыряться камнями в солдат, в ответ на что те выпустили слезоточивый газ против бунтующих. Но молодёжь не только не разбежалась, но и продолжили швыряться всеми подручными предметами, в ответ на что британцы выпустили ещё больше газа. Это противостояние переросло в полномасштабные беспорядки, и протестующие начали возводить баррикады на улицах с целью не пустить солдат в дома. Местный командир сил ИРА, Джим Салливэн, боялся, что британцы перебросят подкрепления, и приказал своим людям немедленно увезти оружие из зоны. В 18:00 боевики ИРА атаковали британцев, закидывая их самодельными гранатами и бомбами, очень многие солдаты получили осколочные ранения в ноги. К британцам приходило всё больше и больше солдат, и ирландцы осознали, что без боя они не смогут покинуть эту зону. Салливэн приказал своим подчинённым вступить в бой с британцами, что подтвердил один из его подчинённых:

Судя по ситуации, мы не собирались поднимать руки вверх и дать им [британцам] забрать оружие. Мы не хотели конфронтации, но не могли сдаться.
Оригинальный текст (англ.)The way we looked at it, we were not going to put up our hands and let them take the weaponry. We didn't want the confrontation, but we couldn't surrender.

Со стороны ирландцев участвовали, согласно разным источникам, от 60-70 до 80-90 человек. Каждый был вооружён винтовкой и револьвером. В ходе перестрелки только британские войска выпустили порядка 1500 пуль. Помощь повстанцам оказывала молодёжь, передавая им простые камни и зажигательные бомбы. Журналист Саймон Винчестер позднее писал:

Для всех опытных бойцов было очевидно, что сотни и сотни пуль вылетали из оружия по обе стороны. Хотя у армии козырем была злость и наглость, судя по отчётам репортёров, солдаты выстрелили всего в лучшем случае 15 раз.
Оригинальный текст (англ.)To anyone who experienced the battle, it was perfectly obvious that hundreds and hundreds of bullets were being fired by both sides – and yet the Army had the gall, when asked by reporters later in the weekend, to say that its soldiers fired only 15 shots in sum.

Британские войска вместе с тем выпускали слезоточивый газ, выстреливая баллончики с газом при помощи катапульт. Некоторые из таких снарядов угодили в жилые дома и пробили крыши в них. Согласно заявлению Центрального гражданского комитета обороны, даже спокойные улицы содрогались от этого обстрела. В ходе операции британцы выпустили 1600 баллончиков с газом, что казалось чрезмерным, судя по обстреливаемой площади. Журналист Питер Тейлор описывал последствия применения слезоточивого газа таким образом:

Облака удушающего газа расползались по узким аллеям и глухим улицам густонаселённого района Лоуэр-Фоллз. Газ просачивался повсюду сквозь окна, под двери, в глаза, носы, глотки и лёгкие жителей.
Оригинальный текст (англ.)The clouds of choking and suffocating gas drifted up the narrow alleyways and back streets of the warren that is the Lower Falls. The gas got everywhere, in through windows, under doors and into the residents' eyes, noses, throats and lungs.

Согласно словам солдата, которого спросил Тейлор:

Место всё ещё было пропитано слезоточивым газом. Как я помню, дети кашляли. Я говорю сейчас о малышах — детях не старше 3-5 лет. Газ повлиял дурно на всех, но особенно на детей.
Оригинальный текст (англ.)The place was still saturated with CS gas. Children were coughing, I remember. I'm talking now about the toddlers, kids of three, four, five. It affected everyone but children especially.

Ходят слухи, что солдаты швырялись баллончиками с газом в окна тех домов, где ещё были люди. Сотни женщин, детей, стариков и инвалидов срочно начали эвакуацию.

### Комендантский час
В тот же день в 22:00, спустя 4 часа после начала побоища в городе, Фрилэнд приказал объявить комендантский час и разрешил арестовывать любого, кто окажется на улице. При помощи громкоговорителей на земле и на вертолётах британцы объявили о наступлении комендантского часа. В зону его действия попали Фоллз-Роуд на западе и севере, Альберт-Стрит и Каллингтри-Роуд на востоке и Гросвенор-Роуд на юге. Впрочем, позднее в зону действия комендантского часа была включена и Данмор-Стрит на юго-востоке. Жителям порядка 3 тысяч домов пришлось принять его условия. В зону прибыли порядка 3 тысяч солдат, а также некоторое количество бронетранспортёров и вертолётов. Зону оградили колючей проволокой. Однако стрельба в городе не прекращалась на протяжении нескольких часов после наступления комендантского часа: сразу же после его объявления три солдата подверглись атаке повстанцев ИРА на Омар-Стрит. Почти везде нападения осуществлялись силами Официальной ИРА: Временная ИРА срочно покинула зону, опасаясь не только эскалации насилия, но и потери собственных запасов оружия. Последние выстрелы прозвучали лишь на рассвете субботы 4 июля.
Армия тем временем обыскивала дом за домом под прикрытием слезоточивого газа, пытаясь отыскать спрятанное огнестрельное оружие. Всего британские солдаты обыскали около 1000 домов. Всех журналистов, оказавшихся в зоне действия комендантского часа, сразу же арестовывала армия, а поскольку описать происходящие события было просто невозможно, солдаты вели себя, мягко говоря, неадекватно и грубо. Хозяев насильно заставляли пускать солдат в дома, а отказывавшихся попросту избивали, оскорбляли, угрожали их семьям и выгоняли на улицу. Обыску подверглись также пабы и магазины, некоторые из них были полностью разграблены солдатами. Согласно свидетельствам хозяев:

Солдаты вели себя с невиданной жестокостью … выламывали двери, разбивали половицы, ломали стулья, диваны, кровати и разбили гипсовую статуэтку Богоматери … которая украшала небольшую витрину.
Оригинальный текст (англ.)The soldiers behaved with a new harshness ... axeing down doors, ripping up floorboards, disembowelling chairs, sofas, beds, and smashing the garish plaster statues of the Madonna [...] which adorned the tiny front parlours.

На встрече Кабинета Северной Ирландии 7 июля сообщили, что получены данные о небольших разрушениях в городе, а министры решили, что ирландцы просто клевещут массово на британскую армию. Министр обороны лорд Балнил, выступил в защиту солдат, сказав, что они выполняют особенно сложное задание, и он впечатлён их хладнокровием. В 17:00 в субботу армия объявила по громкоговорителям, что люди могут на два часа покинуть свои дома, чтобы получить вещи первой необходимости, но при этом никто не имел права входить или выходить с закрытой военными зоны. В то же самое время депутат парламента Падди Девлин, был арестован армией во время разговора с избирателями.

### Конец операции
Несмотря на продолжение оцепления, к середине воскресенья 5 июля местные жители уже поняли, что операция близка к завершению. Британцы осознали, что самое опасное оружие уже было вывезено из зоны прежде, чем был введён комендантский час и приняты самые суровые меры против его нарушителей. Комендантский час был отменён после того, как 3 тысячи женщин и детей из националистического квартала Андерсонстаун маршем прошли к британским войскам, привезя с собой продукты и другие вещи первой необходимости для находившихся в оцеплении гражданских. Солдаты, первоначально пытавшиеся воспрепятствовать этому, пропустили мирных граждан.
Всего британцами были изъяты 100 образцов огнестрельного оружия, 100 самодельных гранат и бомб, 250 фунтов взрывчатки и 21 тысяча патронов. Из огнестрельного оружия: 52 пистолета, 35 винтовок, 6 пулемётов и 14 ружей, большинство оружия принадлежало боевикам Официальной ИРА. Позднее сообщили, что во время оцепления и комендантского часа в городе инкогнито побывали два министра из Ольстерской унионистской партии: Джон Брук и Уильям Лонг. Это вызвало массовые возмущения националистов, которые увидели в визите символ триумфа унионистов.

## Потери
В результате беспорядков и перестрелок погибли четыре гражданских лица: Чарльз О’Нил, Томас Бёрнс, Патрик Эллиман и Збигнев Углик. Первые трое, все ирландцы-католики, были убиты 3 июля, последний, 23-летний английский турист польского происхождения, фотограф по профессии, был застрелен 4 июля на Альберт-Стрит, когда пытался сделать снимок с крыши одного из домов. 36-летний О’Нил, на момент событий являвшийся инвалидом, был сбит насмерть БТРом «Сарацин», который, по свидетельствам очевидцев, он пытался остановить. Один из свидетелей утверждал, что умирающего О’Нила избивали солдаты, выкрикивая «Шевелись, ирландский ублюдок, мало вас подохло». 54-летний Бёрнс был убит выстрелом в грудь в 20:20 на пороге собственного дома. 62-летний Эллиман, прогуливаясь вечером на Маршонесс-стрит, получил огнестрельное ранение в голову и был госпитализирован в королевский госпиталь, где скончался 10 июля; дом Эллимана был занят армией в качестве штаб-квартиры.
Ещё 60 гражданских лиц получили огнестрельные ранения. 15 солдат были ранены, из них как минимум трое получили ранения после ударов камней и ожоги от коктейлей Молотова. 337 ирландских повстанцев во главе с руководителем ИРА Билли Макмилленом были арестованы.

## Результаты
Первым крупным последствием схватки за Фоллз стало обострение неприязни и ненависти к британским войскам среди католического населения Белфаста и ирландских националистов. Историк Ричард Инглиш утверждает, что беспорядки очень сильно ухудшили отношения между британской армией и католическим рабочим классом. Ранее армия считалась нейтральной силой, которая препятствовала столкновениям между католиками и протестантами, но события в Фоллз вынудили ирландских националистов считать, что армия целиком и полностью на стороне протестантов, а значит, расценивается как оккупационная сила. Джерри Адамс, глава Шинн Фейн, заявил, что теперь на стороне католиков и ИРА будут выступать даже те, кто ранее вообще не имел отношения к республиканцам, но им придётся по мере необходимости применять силу в разрешении конфликта между религиозными группировками.
Вторым результатом стало усугубление раскола между Официальным и Временным крылами Ирландской республиканской армии (окончательный разрыв произошёл в декабре 1969 года). Боевики из Официальной ИРА обвинили солдат Временной ИРА в том, что те устроили провокацию против британской армии и бросили «официальных» на произвол судьбы, оставив их сражаться один на один с британскими частями. В течение следующего, 1970 года, боевики Официальной и Временной ИРА вели фактическую гражданскую войну друг против друга, отстреливая противников. Только после того, как был убит Чарли Хьюз, солдат Временной ИРА и участник схватки за Фоллз, оба крыла договорились о перемирии.